# Anodonthyla rouxae
Anodonthyla rouxae är en groddjursart som beskrevs av Jean Guibé 1974. Anodonthyla rouxae ingår i släktet Anodonthyla och familjen Microhylidae. IUCN kategoriserar arten globalt som starkt hotad. Inga underarter finns listade i Catalogue of Life.

## Bildgalleri

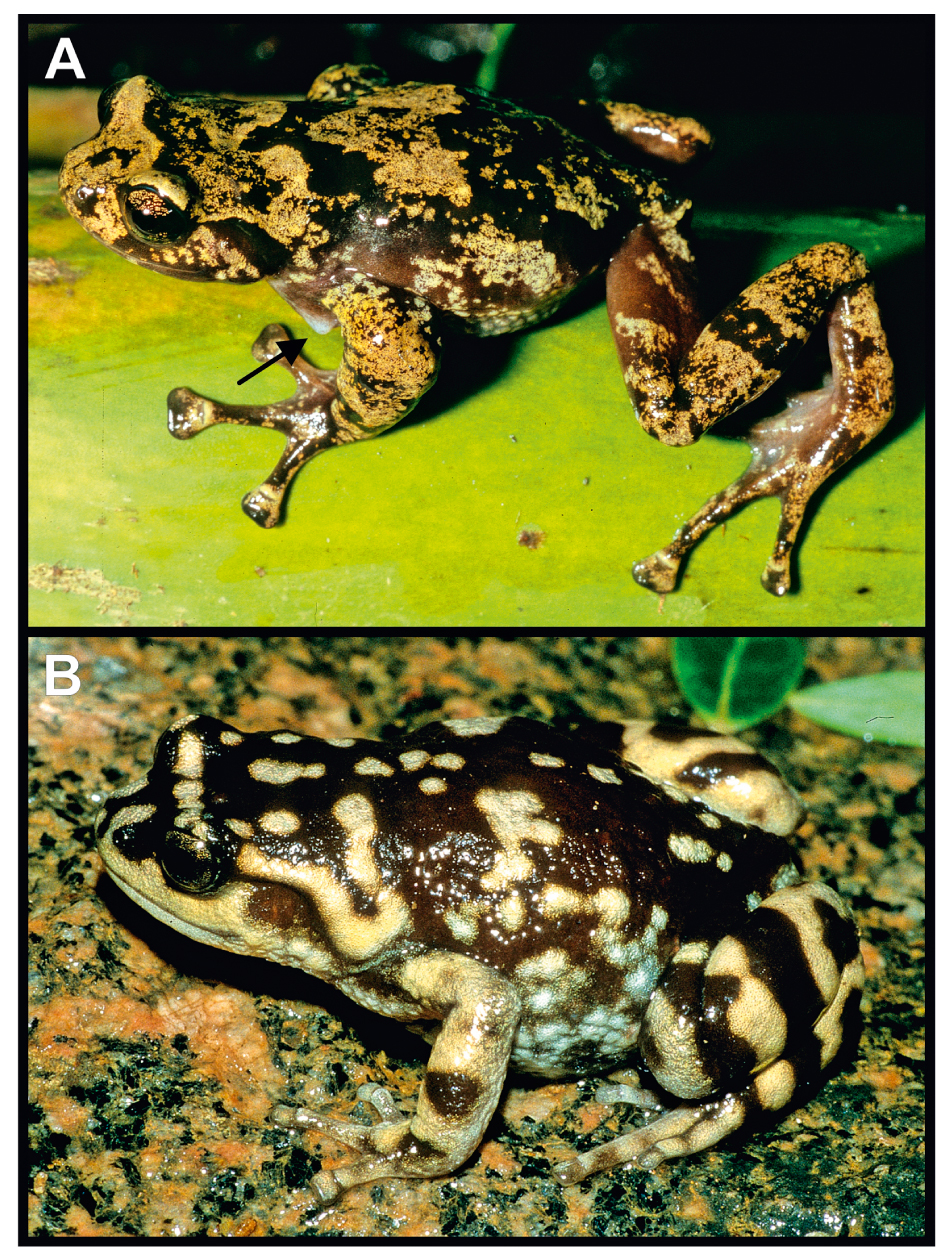